# マスカレード 〜Masquerade〜
「マスカレード 〜Masquerade〜」は、韓国の男性アイドルグループ・2PMの5枚目のシングル。2012年11月14日にアリオラジャパンから発売された。

## 収録曲

### 初回生産限定盤A
CD
1. マスカレード 〜Masquerade〜
作詞：PA-NON・Michael Yano、作曲：NA.ZU.NA・M.I、編曲：NA.ZU.NA・Army Slick
2. Forever
作詞：Lee Jun Ho・Shin Bong Won・Mai Watarai、作曲：Lee Jun Ho・Shin Bong Won、編曲：Hong Ji Sang・Shin Bong Won
3. マスカレード 〜Masquerade〜 (Instrumental)
4. Forever (Instrumental)

DVD　収録内容
1. マスカレード 〜Masquerade〜 (MUSIC VIDEO) (Original ver.)
2. マスカレード 〜Masquerade〜 (MUSIC VIDEO) (Dance ver.)

- 「トレーディングカード」1枚ランダム封入（全8種）

### 初回生産限定盤B
1. マスカレード 〜Masquerade〜
2. Forever
3. マスカレード 〜Masquerade〜 (Instrumental)
4. Forever (Instrumental)

DVD　収録内容
1. マスカレード 〜Masquerade〜 (Original ver.)
2. マスカレード 〜Masquerade〜 (MUSIC VIDEO Off Shot Movie)

- 「トレーディングカード」1枚ランダム封入（全8種）

### 通常盤
1. マスカレード 〜Masquerade〜
2. Forever
3. マスカレード 〜Masquerade〜 (ArmySlick's bavtronic mix)
4. マスカレード 〜Masquerade〜 (Instrumental)
5. Forever (Instrumental)